# Đài Thiên văn Nha Trang
Đài Thiên văn Nha Trang (Nha Trang Observatory, viết tắt: NTO) là một trong hai đài thiên văn được đầu tư xây dựng trong khuôn khổ dự án của Trung tâm Vũ trụ Việt Nam (VNSC). Được khởi công xây dựng từ năm 2015 và hoàn thành vào tháng 8 năm 2017. Thành phố Nha Trang đã lên kế hoạch đưa Đài thiên văn Nha Trang vào lịch trình tour du lịch Nha Trang của du khách khi đến thành phố này nghỉ dưỡng, du lịch.

## Các hạng mục công trình
Đài Thiên văn Nha Trang ngoài chức năng quan sát và nghiên cứu khoa học, còn phổ biến kiến thức thiên văn cho du khách và cộng đồng. Các hạng mục chính trong đài thiên văn bao gồm:
- Kính thiên văn quang học do Công ty MARCON của Ý chế tạo và chuyển giao công nghệ. Kính phản xạ có đường kính 0,5 mét, được trang bị một máy ảnh và một bộ phân tích phổ.
- Nhà chiếu hình vũ trụ có thiết kế mái vòm với sức chứa 60 chỗ ngồi, được trang bị 6 máy chiếu độ phân giải cao tạo cảm giác 3D sống động nhất khi chiếu hình bầu trời đêm.
- Phòng trưng bày vũ trụ với diện tích 200 mét vuông, trưng bày hình ảnh và hiện vật về thiên văn vũ trụ, giúp du khách tìm hiểu về bộ môn khoa học này.

## Nghiên cứu khoa học
Kính quan sát chính của Đài Thiên văn Nha Trang là một kính phản xạ có đường kính 0,5 mét, được công ty MARCON của Ý chế tạo và chuyển giao công nghệ. Cấu trúc dẫn động của kính được đồng bộ với mái vòm điều khiển tự động có đường kính 12 mét. Kính được trang bị một máy ảnh và một bộ phân tích phổ có độ phân giải hình ảnh và quang phổ cao trong vùng bước sóng rộng.
Một số nghiên cứu dự kiến có thể được thực hiện trên hệ kính này là: quan sát những sao biến quang, từ đó thực hiện nghiên cứu khí quyển (bề dầy, mây, mù); đo phổ vạch của các sao để thu thông tin về loại sao, tốc độ quay và độ lớn từ trường trên bề mặt sao; đo vận tốc xuyên tâm của sao chủ để tìm kiếm ngoại hành tinh; đo tốc độ quay của một số hành tinh; nghiên cứu hình thái của các thiên hà; tìm kiếm thiên thể gần Trái Đất, siêu tân tinh hay phát xạ quang đi kèm với những bùng phát vô tuyến nhanh.

## Phổ biến kiến thức
Nhà chiếu hình vũ trụ thiết kế mái vòm với hệ thống 6 máy chiếu, có sức chứa 60 người, sẽ chiếu phim và hình ảnh thiên văn nhằm mang lại hiệu ứng 3D chân thực nhất về bầu trời và các vì sao. Nhà chiếu hình vũ trụ cung cấp kiến thức về thiên văn học, giải thích một số hiện tượng thiên văn như sự phân định các mùa trong năm; sự thay đổi vị trí các thiên thể trên bầu trời; các hiện tượng quen thuộc như nhật thực, nguyệt thực;… một cách trực quan thông qua hiệu ứng hình ảnh, giúp thoả mãn trí tò mò của con người, đặc biệt là trẻ em, về bầu trời và vũ trụ, từ đó khơi dậy đam mê khám phá.
Ngoài ra, Đài thiên văn Nha Trang còn hỗ trợ đào tạo, giảng dạy và nâng cao chất lượng nhân lực trong lĩnh vực vật lý thiên văn và vũ trụ; hợp tác nghiên cứu với các nhóm nghiên cứu cùng lĩnh vực ở trong và ngoài nước.

## Xây dựng và các dự án liên quan
Đài thiên văn Nha Trang trực thuộc Trung tâm Vũ trụ Việt Nam (VNSC) thuộc Viện Hàn lâm Khoa học và Công nghệ Việt Nam. Đây là một trong hai đài thiên văn được đầu tư xây dựng trong khuôn khổ dự án của Trung tâm Vũ trụ Việt Nam với tổng vốn đầu tư 600 triệu USD (tương đương hơn 13.000 tỷ đồng). Đài thiên văn thứ hai đang được xây dựng tại Khu Công nghệ cao Hòa Lạc (Hà Nội), dự kiến đi vào hoạt động vào năm 2018 cùng Bảo tàng Vũ trụ Việt Nam.
Được lên kế hoạch từ năm 2014 và bắt đầu xây dựng từ năm 2015. Ban đầu dự kiến hoàn thành trước Tết Nguyên Đán năm 2017 và mở cửa đón khách từ tháng 3/2017, nhưng do quá trình thi công kéo dài nên đến tháng 8 mới hoàn thành và bắt đầu đón khách du lịch từ cuối tháng 9. Tổng kinh phí xây dựng mỗi đài thiên văn ở Nha Trang và Hà Nội vào khoảng 60 tỷ đồng.